# Platygaster achterbergi
Platygaster achterbergi (лат.) — вид мелких наездников из семейства Platygastridae. Юго-Восточная Азия: Индонезия (остров Сулавеси). 

## Описание
Длина блестящего тела около 1,1 мм. Основная окраска чёрная и коричневая, ноги жёлтые; голова почти гладкая с гиперзатылочным килем; нотаули почти полные; второй тергит Т2 без исчерченности. Антенномеры А1—А6 и ноги, включая тазики, светло-буровато-желтые, остальная часть усиков коричневая. Усики 10-члениковые. Сходен с палеарктическим видом Platygaster oscus Walker, 1835 и родственными видами с гладким вторым тергитом Т2, но отличается от этих видов гладкой головой с гиперзатылочным килем. Назван в честь одного из коллекционеров, голландского энтомолога Корнелиса ван Ахтерберга (Cornelis van Achterberg). Вид был впервые описан в 2008 году датским энтомологом Петером Булем (Peter Neerup Buhl, Дания).